# بويا عمر
بويا عُمر هي بلدة مغربية تقع شمال مدينة مراكش وتبعد عنها ب 90 كلم. المدينة تنتمي لإقليم قلعة السراغنة وتضم 13.640 نسمة (إحصاء 2004).

## سبب التسمية
أبو عمر من أشهر الصالحين في المغرب على الإطلاق، يقع ضريحه على بعد 30 كيلو مترا من مدينة قلعة السراغنة، وعلى مسافة 11 كيلو مترات من مركزالعطاوية، ولد أبو عمر خلال العقدين الأخيرين من القرن 16 عشر الميلادي وبقي أميّاً إلى أن بلغ الأربعين من عمره حيث شدّ الرحال لتحصيل العلم إلى زاوية تامكروت الناصرية الّتي تقع على ضفاف وادي درعة بجنوب المغرب وتتلمذ على يد مؤسسها سيدي محمد بن إبراهيم الأنصاري.